# Mustha spinosula
Mustha spinosula е вид полутвърдокрило от надсемейство Миризливки (Pentatomoidea). Среща се на Балканите и югозападна Азия. Това е най-голямата миризливка в Европа.

## Разпространение
Mustha spinosula е разпространена във:
- Балканите: Албания, Босна и Херцеговина, България, Гърция, Румъния, Северна Македония, Черна гора.
- Югозападна Азия: Армения, Азербайджан, Грузия, Израел, Ирак, Иран, Кипър, Сирия, Туркменистан, Турция
- Северна Африка: Египет

Преди 1990 г. е намирана само на юг от Стара планина. След това ареалът ѝ се разширява на север, в северна България, а през 2020 е открита и в южна Румъния. В България е намирана основно в долината на Струма, Тракийска низина, Черноморието и източна Дунавска равнина.

## Външен вид

### Имаго
Mustha spinosula е едра миризливка, достигаща дължина до 20 – 25 mm, като мъжките са малко по-малки. Основният ѝ цвят е сив. Най-характерно за нея е наличието на зъбчета по страните на главата, преднегръба и коремчето.

### Нимфа
Нимфите от първа възраст са бели с множество черни петънца, кръгли и нямат шипчета. Следващите възрасти (от втора до последна пета възраст) нимфи заприличват на възрастните, но са без крила и някои от шипчетата са оранжеви на цвят. Наскоро излинелите нимфи и имаго имат временно жълто-червен цвят, докато се пигментират напълно.

## Жизнен цикъл
Миризливката преминава през пет нимфни възрасти преди да стане имаго. Има едно поколение годишно. Презимува като нимфа под кора на дървета, опадали листа и паднали дървета. Видът е полифаг и се храни с голямо разнообразие от предимно широколистни дървета. Устният апарат може да пробива кората на ствола и клоните.

## Хранителни растения
Сред хранителните растения на вида са:
Акация (Acacia), полски клен (Acer campestre), рожков (Ceratonia siliqua), обикновен глог (Crataegus monogyna), кипарис (Cupressus), планински ясен (Fraxinus excelsior), Ilex crenata, хвойна (Juniperus), домашна ябълка (Malus domestica), маслина (Olea), грипа (Phillyrea latifolia), бор (Pinus), източен чинар (Platanus orientalis), бадем (Prunus dulcis), обикновен дъб (Quercus robur), бряст (Ulmus).